# Jack Griffo
Jack Davis Griffo (* 11. prosinec 1996, Orlando, Florida, Spojené státy americké) je americký herec a zpěvák. Také hrál roli Maxe Thundermana v seriálu stanice Nickelodeon Super Thundermanovi. Zahrál si také ve filmech Splitting Adamnebo Prokletí Murphyových. V roce 2013 vydal svůj debutový singl "Slingshot".

## Herecká kariéra
Jack se poprvé objevil před kamerou v roce 2011 a to v seriálech jako Nakopni to a Neuvěřitelné příběhy Bucketa a Skinnera. Poslední seriál kde jsi zahrál bylo za roli Maxe Thundermana v seriálu stanice Nickelodeon Super Thundermanovi. Jeho dvojče v seriálu hrala Kira Kosarin S Ciarou Bravo si zahrál v televizním filmu Prokletí Murphyových Jako host se objevil v seriálu Táta to zvládne, a Jessie .
Po boku Isabel Moner, Tonyho Cavalero a Jace Norman si zahrál v televizním filmu Splitting Adam, který měl premiéru 16. února 2015. Zahrál si roli Billyho, přítele Claudie Shepard (Ryan Newman). Dále v Syfy původním filmu Žraločí tornádo 3, který měl premiéru 22. července 2015. V roce 2016 se objevil ve finálové epizodě sedmé série seriálu NCIS: Los Angeles jako vojenský kadet jménem McKenna.

## Hudební kariéru
Jack má svůj YouTube kanál, kam nahrává své písničky a coververze. Od srpna 2016 má kanál více než 87 000 následovníků a více než 7,8 milionu zhlédnutí. 17. října 2011 vydal singl s jeho kamarádkou Kelsey, "Hold Me". Hudební video mělo premiéru 29. října 2011, a vidělo ho více než 4 miliony diváků. Svůj debutový singl "Slingshot" vydal 13. listopadu 2013. Hudební video mělo premiéru 14. ledna 2014, a vidělo ho více než 1,8 milionů diváků.

## Filmografie

### Film
| Rok  | Název                              | Role        | Poznámky      |
| ---- | ---------------------------------- | ----------- | ------------- |
| 2011 | Dívka z budoucnosti                | Mladý Peter |               |
| 2012 | What I Did Last Summer: First Kiss | Johnny      | Krátký film   |
| 2012 | American Hero                      | Velký Bratr |               |
| 2012 | East of Kensington                 | Peter Pan   | Krátký film   |
| 2014 | Back-Up Beep Beep System           | Paul        | Krátký film   |
| 2017 | Those Left Behind                  | Noah        | Post-produkce |
| 2017 | And Then There Was Light           | Sebastian   | Post-produkce |

### Televize
| Rok       | Název                                   | Role                  | Poznámky                                                                                    |
| --------- | --------------------------------------- | --------------------- | ------------------------------------------------------------------------------------------- |
| 2011      | Nakopni to                              | Benny                 | Epizoda: "All The Wrong Moves"                                                              |
| 2011      | Neuvěřitelné příběhy Bucketa a Skinnera | Člen surfařského týmů |                                                                                             |
| 2013      | Marvin Marvin                           | Ellis                 |                                                                                             |
| 2013      | Jessie                                  | Brett                 | Epizoda: "Somebunny's in Trouble"                                                           |
| 2013      | Táta to zvládne                         | Alex McGinley         | Vedlejší role                                                                               |
| 2013      | Prokletí Murphyových                    | Brett O ' Leary       | Televizní film (Nickelodeon)                                                                |
| 2013–2018 | Super Thundermanovi                     | Max Thunderman        | Hlavní role Nominace - Kid's Choice Award v kategorii Nejlepší televizní herec (2014,15,16) |
| 2014      | Hathawayovi a duchové                   | Max Thunderman        | Epizoda: "The Haunted Thundermans"                                                          |
| 2014      | AwesomenessTV                           | Sám sebe              | Epizoda: "Teen Challenge"                                                                   |
| 2015      | Nicky, Ricky, Dicky & Dawn              | Sám sebe              | Epizoda: "Go Hollywood"                                                                     |
| 2015      | Splitting Adam                          | Vance Hansum          | Televizní film (Nickelodeon)                                                                |
| 2015      | Žraločí tornádo 3                       | Billy                 | Televizní film (Syfy)                                                                       |
| 2016      | NCIS: Los Angeles                       | McKenna               | Epizoda: "Tailon"                                                                           |
| 2016      | Henry Danger                            | Max Thunderman        | Epizoda: "Danger & Thunder"                                                                 |

## Diskografie
| Rok  | Píseň       | Poznámky                     |
| ---- | ----------- | ---------------------------- |
| 2011 | "Hold Me"   | Single (jako Kelsey & Jack)  |
| 2013 | "Slingshot" | Singl z Prokletí Murphyových |